# هنري بي. دوسن
هنري بي. دوسن (بالإنجليزية: Henry B. Dawson)‏ هو مؤرخ أمريكي، ولد في 8 يونيو 1821، وتوفي في 23 مايو 1889.